# Luke Grimes
Luke Timothy Grimes (Dayton, 21 gennaio 1984) è un attore statunitense, noto al pubblico principalmente per il ruolo di Kayce Dutton, nella serie TV Yellowstone, e per ruoli nelle serie televisive Brothers & Sisters - Segreti di famiglia, True Blood e nella trilogia di film Cinquanta sfumature di grigio (2015), Cinquanta sfumature di nero (2017) e Cinquanta sfumature di rosso (2018).

## Biografia
Grimes è nato a Dayton, Ohio, in una famiglia estremamente religiosa, ultimo di quattro fratelli. Suo padre è un pastore pentecostale presso la Open Bible Christian Church. Si è diplomato nel 2002 alla Dayton Christian High School. Dopo il diploma, Grimes si trasferisce a New York per studiare recitazione presso l'American Academy of Dramatic Arts. 
Debutta nel 2006 nel film di Jonathan Levine All the Boys Love Mandy Lane, in seguito è apparso in War Eagle, Arkansas. Nel 2008 recita al fianco di Bruce Willis e Mischa Barton in The Assassination - Al centro del complotto.
Grimes diviene noto per il ruolo di Ryan Lafferty nella serie televisiva della ABC Brothers & Sisters - Segreti di famiglia, come figlio illegittimo di William Walker, patriarca della famiglia protagonista della serie. Il suo personaggio debutta nella terza stagione della serie, come personaggio ricorrente per poi diventare parte del cast fisso dalla quarta stagione.
Nel 2010 prende parte al pilota di FX, Outlaw Country, con Haley Bennett e Mary Steenburgen. La serie non è stata prodotta da FX, e il pilota è stato trasmesso nell'agosto 2012 come un film per la televisione.
Nel 2012 riceve un ruolo nel thriller Taken - La vendetta, dove recita al fianco di Liam Neeson.
Nel 2013 fa parte del cast della sesta stagione di True Blood, nel ruolo ricorrente del vampiro James. Per divergenze creative Grimes decide di abbandonare la serie e il ruolo di James viene affidato a Nathan Parsons nel settima stagione. Sempre nello stesso anno è protagonista della commedia drammatica Squatters uscito nelle sale cinematografiche però nel 2014. Nel 2015 è il co-protagonista dell'adattamento cinematografico di Cinquanta sfumature di grigio, dove Grimes interpreta il fratello adottivo del protagonista.
Dal 2018 è uno dei protagonisti nella serie Yellowstone dove interpreta il ruolo di Kayce, uno dei figli di John Dutton (interpretato da Kevin Costner).

## Filmografia

### Cinema
- All the Boys Love Mandy Lane, regia di Jonathan Levine (2006)
- War Eagle, Arkansas, regia di Robert Milazzo (2007)
- The Assassination - Al centro del complotto (Assassination of a High School President), regia di Brett Simon (2008)
- Shit Year, regia di Cam Archer (2010)
- Taken - La vendetta (Taken 2), regia di Olivier Megaton (2012)
- The Light in the Night, regia di Sarah Daggar-Nickson - cortometraggio (2012)
- The Wait, regia di M. Blash (2013)
- Dark Around the Stars, regia di Derrick Borte (2013)
- Squatters, regia di Martin Weisz (2014) Uscito in home video
- American Sniper, regia di Clint Eastwood (2014)
- Cinquanta sfumature di grigio (Fifty Shades of Grey), regia di Sam Taylor-Johnson (2015)
- Freeheld - Amore, giustizia, uguaglianza (Freeheld), regia di Peter Sollett (2015)
- Forever, regia di Tatia Pilieva (2015)
- Manhattan Undying, regia di Babak Payami (2016)
- I magnifici 7 (The Magnificent Seven), regia di Antoine Fuqua (2016)
- Shangri-La Suite, regia di Eddie O'Keefe (2016)
- Cinquanta sfumature di nero (Fifty Shades Darker), regia di James Foley (2017)
- El Camino Christmas, regia di David E. Talbert (2017)
- Cinquanta sfumature di rosso (Fifty Shades Freed), regia di James Foley (2018)
- Into the Ashes - Storia criminale (Into the Ashes), regia di Aaron Harvey (2019)
- La felicità per principianti (Happiness for Beginners), regia di Vicky Wight (2023)
- Eddington, regia di Ari Aster (2025)

### Televisione
- Brothers & Sisters - Segreti di famiglia – serie TV, 25 episodi (2009-2010)
- La terra dei fuorilegge (Outlaw Country), regia di Rachel Abramowitz e Joshua Goldin – film TV (2012)
- True Blood – serie TV, 6 episodi (2013)
- Yellowstone – serie TV, 53 episodi (2018-2024)

## Doppiatori italiani
Nelle versioni in italiano, Luke Grimes è stato doppiato da:
- Gianluca Cortesi in True Blood, Cinquanta sfumature di grigio, Freeheld - Amore, giustizia, uguaglianza, Cinquanta sfumature di nero, Cinquanta sfumature di rosso, Into the Ashes, Yellowstone, La felicità per principianti
- Andrea Mete in Brothers & Sisters - Segreti di famiglia, El Camino Christmas
- David Chevalier in Taken - La vendetta
- Edoardo Stoppacciaro in American Sniper
- Alessio Puccio ne I magnifici 7

## Riconoscimenti
- 2008 – Breckenridge Festival of Film
  - Miglior attore non protagonista per War Eagle, Arkansas (vinto ex aequo con Dan McCabe per War Eagle, Arkansas)